# Ctenotus essingtonii
Ctenotus essingtonii es una especie de lagarto del género Ctenotus, familia Scincidae, orden Squamata.

## Distribución
Se distribuye por Australia, en Territorio del Norte.

## Taxonomía
Fue descrita por Gray en 1842.
Tratamiento taxonómico
La especie aparece registrada y publicada en Description of some hitherto unrecorded species of Australian reptiles and batrachians. Zoological Miscellany 2: 51—57 (London: Treuttel, Würtz & Co).